# دانيال رادكليف
دانيال جاكوب رادكليف (بالإنجليزية: Daniel Jacob Radcliffe) (مواليد 23 يوليو 1989) هو ممثل إنجليزي. صعد إلي الشهرة في عمر الـ12، عندما بدأ في لعب شخصية هاري بوتر في سلسلة الأفلام ذات نفس الاسم، من هاري بوتر وحجر الفلاسفة (2001) إلى هاري بوتر ومقدسات الموت – الجزء 2 (2011). جعلته السلسلة واحد من الممثلين الأعلي أجرًا في العالم، حيث بلغت ثروته نتيجة لذلك نحو 95 مليون جنيه إسترليني، لكنه خصص جزءًا من هذه الأموال لصالح المؤسسات الخيرية.
تفرع رادكليف إلي التمثيل المسرحي في عام 2007، حيث لعب بطولة إنتاجي ويست إند وبرودواي لمسرحية أيكوس. عاد إلي مسرح برودواي في المسرحية الموسيقية كيف تنجح في عملك بدون محاولة حقيقية، وفاز بترشيح لجائزة غرامي. تشمل أدواره الأخري علي مسرح برودواي مسرحية مارتن ماكدونا الدرامية أعرج إنشمان (2014) ومسرحية ستيفن سونديم الموسيقية نحن نتدحرج إلي الآمام بمرح (2023). كانت أدواره علي مسرح ويست إند الأخري في إحياء مسرحية توم ستوبارد روزنكرانتز وغيلدنسترن ميتان (2017) ومسرحية صمويل بيكيت نهاية اللعبة (2020).
عمل رادكليف أيضًا علي توسيع أدواره السينمائية، حيث مثل في مجموعة متنوعة من الأنواع مثل فيلم الرعب المرأة ذات الرداء الأسود (2012)، وفيلم الدراما السريالية رجل متعدد الاستخدامات (2016)، وفيلم الإثارة الآن أنت تراني 2 (2016)، والفيلم الكوميدي المدينة المفقودة (2022). لعب أيضًا دور ألن غينسبرغ في فيلم السيرة الذاتية اقتل أعزائك (2013) و"ويرد أل" يانكوفيك في الفيلم الموسيقي ويرد: قصة أل يانكوفيك (2022). أكسبه الأخير ترشيحان لجائزة إيمي برايم تايم وجائزة تلفزيون الأكاديمية البريطانية. لعب أيضًا أدوارًا متعددة في المسلسل التلفزيوني الكوميدي الأنثولوجي عمال المعجزات منذ 2019.
ساهم رادكليف في العديد من المؤسسات الخيرية، بما في ذلك ديميلزا للرعاية النهائية للأطفال ومشروع تريفور؛ منحه الأخير جائزة البطل في عام 2011 لدفاعه عن شباب الإل جي بي تي كيو. صرح رادكليف بأنه مُشجع مُتعصب لنادي فولهام لكرة القدم.

## النشأة وتعليمه

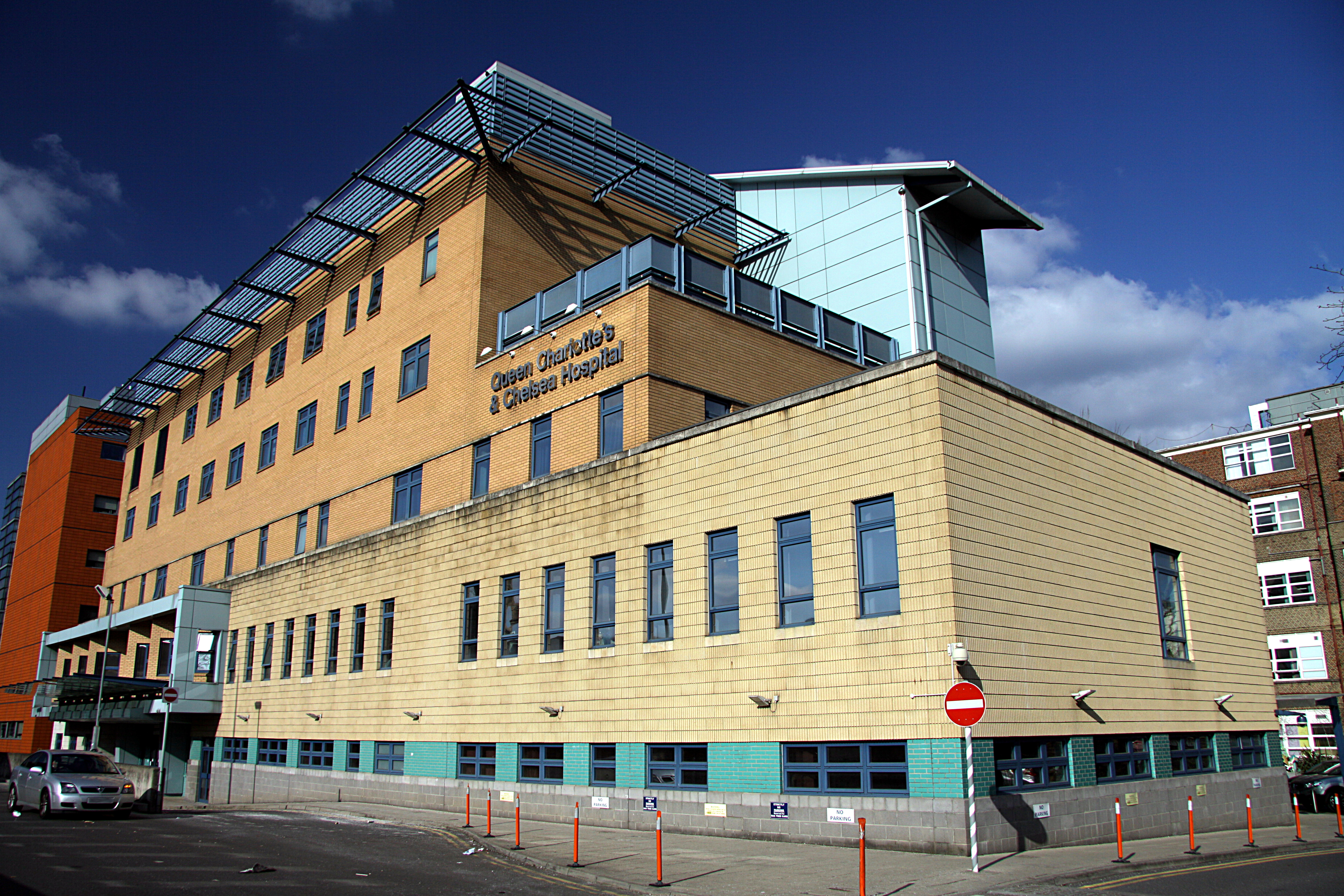
مستشفى الملكة شارلوت وتشيلسي التي ولد فيها رادكليف.

وُلِد دانيال جاكوب رادكليف في مستشفى الملكة شارلوت وتشيلسي في هامرسميث، لندن، إنجلترا. في 23 يوليو 1989، الابن الوحيد لمارسيا جانين جريشام (قبل الزواج جاكوبسون) والوكيل الأدبي آلان جورج رادكليف. ولدت والدته اليهودية في جنوب إفريقيا، وترجع جذورها إلى مهاجرين يهود من ألمانيا، وليتوانيا، وبولندا، وروسيا، ونشأت في البلدة الإنجليزية وستكليف أون سي في مقاطعة إسكس. كان والده الأيرلندي الشمالي قد نشأ في عائلة بروتستانتية "من الطبقة الكادحة جدًا" في بانبريدج في مقاطعة داون. في 2019، استكشف كلا الجانبين من تاريخ عائلته في مسلسل علم الأنساب علي قناة بي بي سي من تعتقد نفسك ؟. مثل كلا والدين رادكليف وهما طفلين. كوكيلة تمثيل، شاركت والدته في إنتاجات البي بي سي التي تتضمن مسلسل ألغاز المفتش لينلي.
تعلم رادكليف في ثلاث مدارس خاصة للبنين في لندن: مدرسة ريدكليف، ومدرسة ساسكس هاوس، ومدرسة مدينة لندن. بعد إصدار أول فيلم لهاري بوتر، ثبُت أن الالتحاق بالمدرسة صعب بالنسبة له حيث أصبح بعض زملائه الطلبة عدوانيين، علي الرغم من أنه ذكر أنهم كانوا يحاولون فقط "إثارة غضب الطفل الذي يلعب دور هاري بوتر" بدلاً من التصرف بدافع الغيرة. عندما بدأت مسيرته التمثيلية تستهلك جدول أعماله، واصل تعليمه من خلال مُعلمين في موقع التصوير. لقد اعترف بعدم كونه طالبًا جيدًا جدًا، معتبرًا المدرسة عديمة الفائدة ويجد العمل "صعبًا حقًا". حصل على درجات أ في امتحانات مستوي إيه إس الثلاثة التي خضع لها في عام 2006، لكنه قرر أن يأخذ استراحة من التعليم ولم يلتحق بالجامعة. كان جزء من تفكيره هو أنه كان يعلم بالفعل أنه يريد أن يصبح ممثلًا وكاتب سيناريو، وسيكون من الصعب الحصول علي تجربة جامعية عادية.

## سيرته المهنية

### بداياته في التمثيل

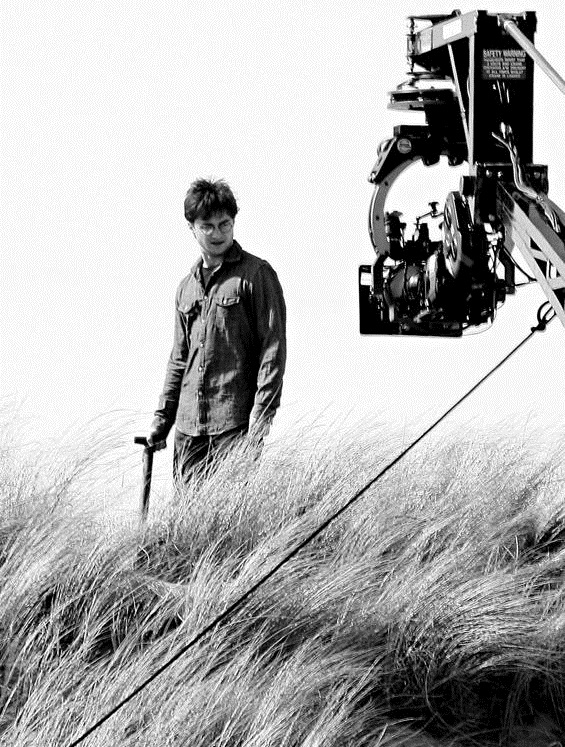
رادكليف خلال تصويره لهاري بوتر ومقدسات الموت في مايو 2009.

أبدى رادكليف رغبته بالتمثيل في سن الخامسة وسبعة أشهر من عمره، ولكنه لم يبدأ احترافه بهذا السن، على الرغم من قيامه بالتمثيل في عدة أدوار مدرسية وتقديمه أيضًا لبعض المشاهد من أفلام جيمس بوند. وفي التاسعة من عمره، جاءتهُ الفرصة ليتجه نحو الفنون الدرامية، ويعود الفضل في ذلك إلى أحد أصدقاء العائلة، وهو وكيل مواهب، والذي أشار إليه بأن يقوم بدخول اختبار لأداء دور تلفازي. وقرر دانيال، بعد الحصول على إذن والديه، الاستعداد لذلك ومواجهة التحدي لأنه لم يعد مهتمًا بالمدرسة. وبعد اجتياز خمس اختبارات، حصل على الدور وقام بالتمثيل للمرة الأولى في ديسمبر من عام 1999 في الفيلم التلفازي ديفيد كوبرفيلد، تابع لتلفزيون هيئة الإذاعة البريطانية بي بي سي. وهناك قدم أدائه كنجم صاعد. اشترك في الفيلم، والذي كان مُكون من جزئين، كلاً من الممثلتين البريطانيتين ماغي سميث و«إميلدا ستونتون»، اللّتَين شاركته فيما بعد في سلسلة هاري بوتر. أعلنت منتجة العمل كيت هارود عن شعورها بالاندهاش قائلة: «إن دانيال يمتلك طبيعة خاصة وبراءة، والكاميرا تحبه.»
وكان عمله التالي عام 2000 في فيلم خياط بنما، حيث لعب دور «مارك»، الابن الأكبر للزوجين جيوفري راش وجيمي لي كرتيس. في أثناء تصويره لهذا الدور الصغير، أخبرته «لي كرتيس» عن فيلم هاري بوتر وحجر الفيلسوف، والذي كان في مرحلة ما قبل الإنتاج. وقامت بتشجيع الفتى على اجتياز الاختبارات لهذا الفيلم، لكن والديه اعتقدوا بأن ذلك سيكون عملاٌ متعباٌ وستُخيب آمال ابنهم في حالة فشله؛ لذلك لم يسمحوا له بذلك. ومع ذلك، التقى به منتج العمل السينمائي ديفيد هيمان، والذي رآه أثناء أداء مسرحية الأحجار في جيوبه في لندن. وخلال الاستراحة، جاء للتحدث مع الصبي ووالده وأصر على وجوب تقدم دانيال لاجتياز الاختبارات الخاصة بفيلم هاري بوتر وحجر الفيلسوف. وقبل تردد والديه، وعد «هيمان» الزوجين بأنه سيحمي ابنهم في حالة لو تعرض لمضايقة من وسائل الإعلام عندما يُخْتَار. وفي أغسطس عام 2000 وبعد العديد من تجارب الأداء التي أُجريت لأكثر من 40 ألف متقدم، حصل رادكليف على دور البطولة في الفيلم الطويل، من إخراج كريس كولومبوس. وعبرت مؤلفة سلسلة الروايات التي تعتمد عليها هذه الأفلام جي كي رولينغ عن سعادتها باختيار هذا الشاب قائلة: «بعد رُؤَيتها لأداء رادكليف في اختباره أمام الكاميرا، لم تستطيع أن تجد شخصاً آخر مثلهُ يقوم بدور هاري لسلسلة أفلامها».

### أسطورة هاري بوتر

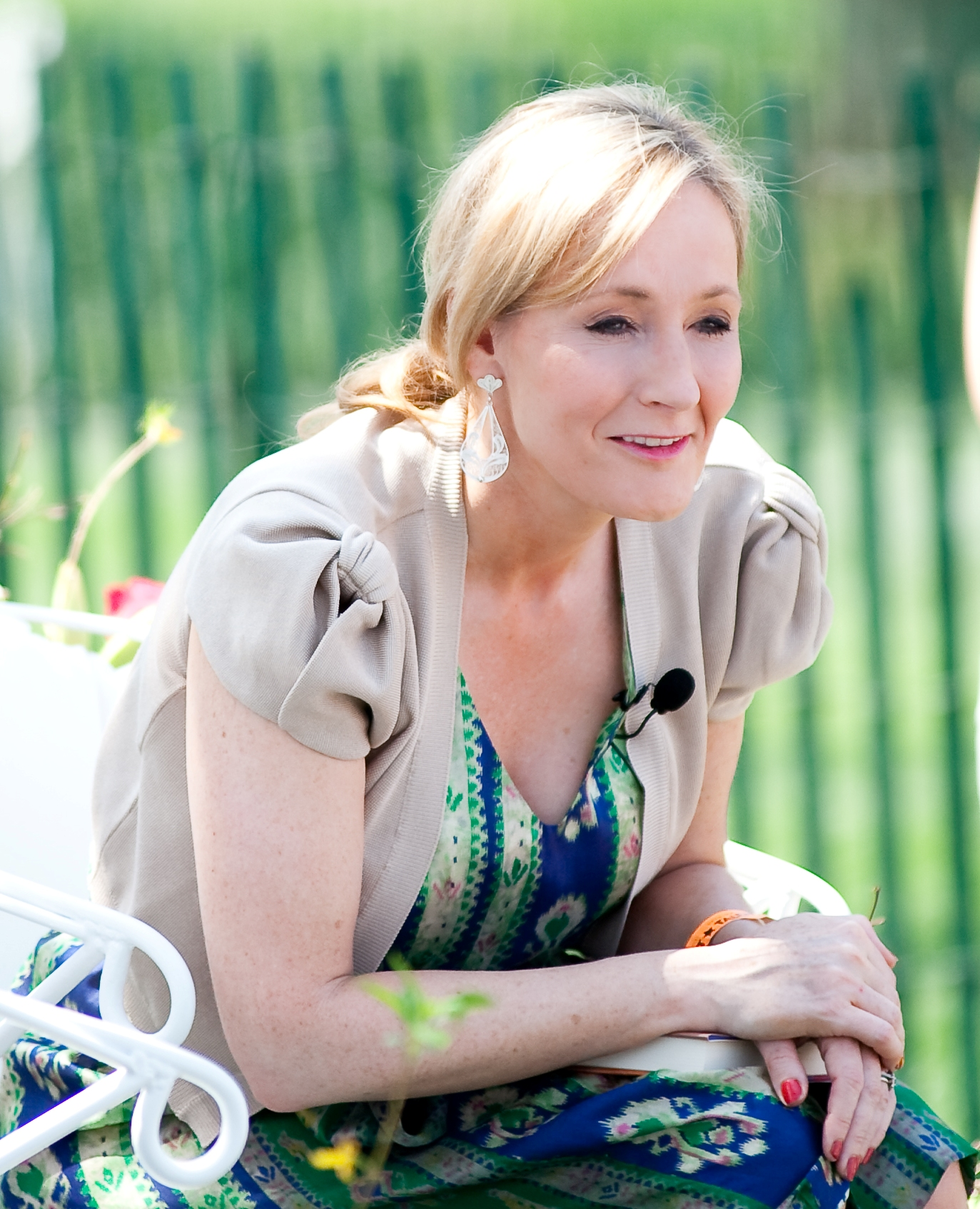
تم اقتباس سلسلة أفلام هاري بوتر من سلسلة روايات تحمل نفس الاسم من تأليف جي كي رولينغ.

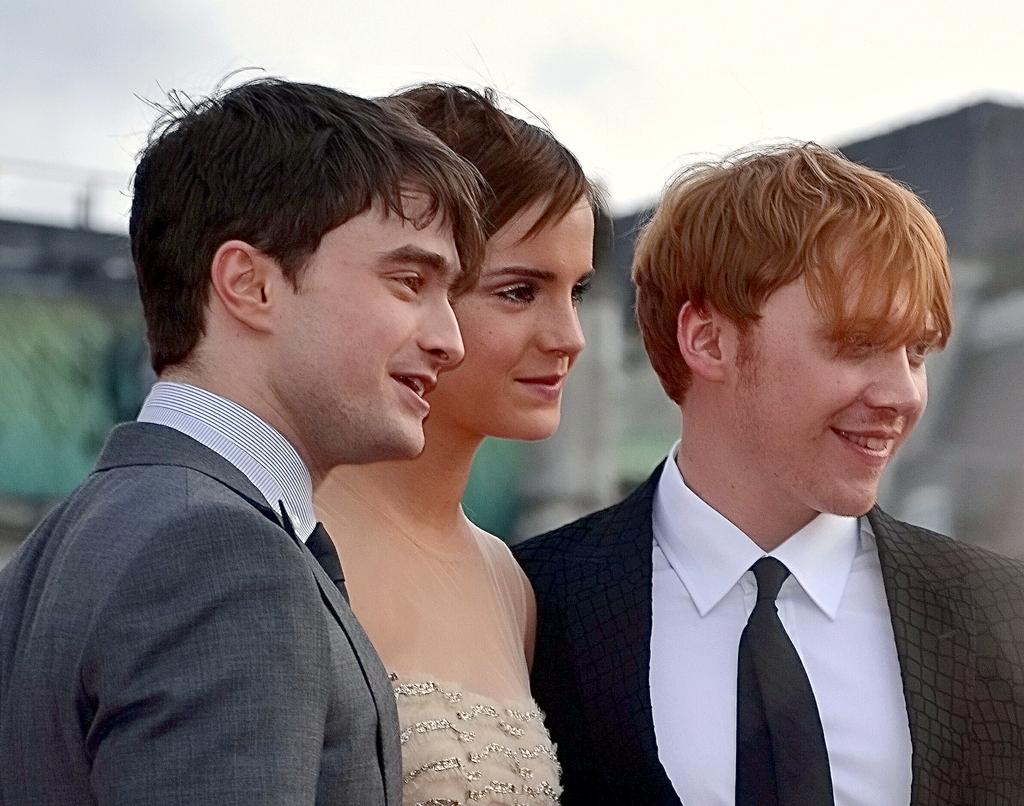
هاري بوتر مع إيما واتسون وروبرت غرينت في لندن خلال العرض الأول لفيلم هاري بوتر ومقدسات الموت - الجزء الثاني.

منذ إعلانه عن اشتراكه في هاري بوتر، اشترك رادكليف في جميع الأفلام المستندة على روايات جي كي رولينغ، ومنها أول اثنين: هاري بوتر وحجر الفليسوف (2001، كريس كولومبوس) وهاري بوتر وحجرة الأسرار (2002، كريس كولومبوس). في الفيلم الثاني، ارتفع أجره من 250 ألف جنيه إسترليني إلى 3 ملايين دولار. أما بالنسبة لتجربته في تصوير الأجراء الأولى ذكر إنه وزملائه شعروا كأنهم أطفال في منتزه يلعبون ويمزحون مع باقي الفريق. وعندما حان موعد تصوير الجزء الثالث من تلك السلسلة من الأفلام، كان هناك بعض التغييرات وبدأت الشائعات حول إمكانية الاستعاضة عن رادكليف والنجوم المشاركين روبرت غرينت وإيما واتسون، وذلك بسبب تقدمهم في العمر.
في هاري بوتر وسجين أزكابان (2004)، ظل رادكليف تحت أوامر المخرج المكسيكي ألفونسو كوارون وعبّر عن ارتياحه بالعمل معه لأنه يعطيه مساحته في التعبير عن أدائهِ والتنقل بين الأدوار التي يقوم بها؛ وليتحقق ذلك، أشار المخرج الجديد بأنه يرى أمامه فيلم 400 ضربة للمخرج فرانسوا تروفو ويسمع موسيقى لفرق الروك سيكس بيستلس كأن كل ذلك يساعده على إظهار حالة التمرد التي يمر بها هاري خلال فترة مراهقته. بالإضافة إلى أن هذا الفيلم أتاح له العمل مع غاري أولدمان، واحد من الفنانين المفضلين إليه.
كان هاري بوتر وكأس النار (2005، مايك نيويل) ثالث مشاركة له في سلسلة الأفلام، حيث جسد فيه شخصية مليئة بمشاكل المراهقة وفي ذات الوقت، ينهض عدوه ويموت زميله بالمدرسة. وبعد وقت من العرض الأول للجزء الرابع، صرح رادكليف في مناسبات متكررة له على مدار سنوات عن شكوكِهِ باحتمالية موت شخصيته، كما أكد ظنونه مضيفًا أنه يرغب في ممارسة مشهد الموت، حيث من المُفترض موت شخصيته في الفيلم فيما بعد في الأجزاء التالية.
أما عن هاري بوتر وجماعة العنقاء (2007، ديفيد ييتس)، ووفقاً لتصريحات رادكليف، فإن هذا الفيلم هو المُفضل إليه لعدة أسباب من بينها أنه شارك فيه المخرج ديفيد ييتس، والمطالب الفنية التي أفترضها المخرج، بالإضافة إلى فريق العمل الذي شاركه على الشاشة. وصرح أيضًا «أي مشهد قام به بجانب الممثلة إيميلدا ستونتون وغاري أولدمان شيء لا يُصدق، إنه في الواقع عمل رائع بجانب هذين الأثنين». وقد أدي اشتراكه مع هؤلاء النجوم إلى بروزه كممثل.

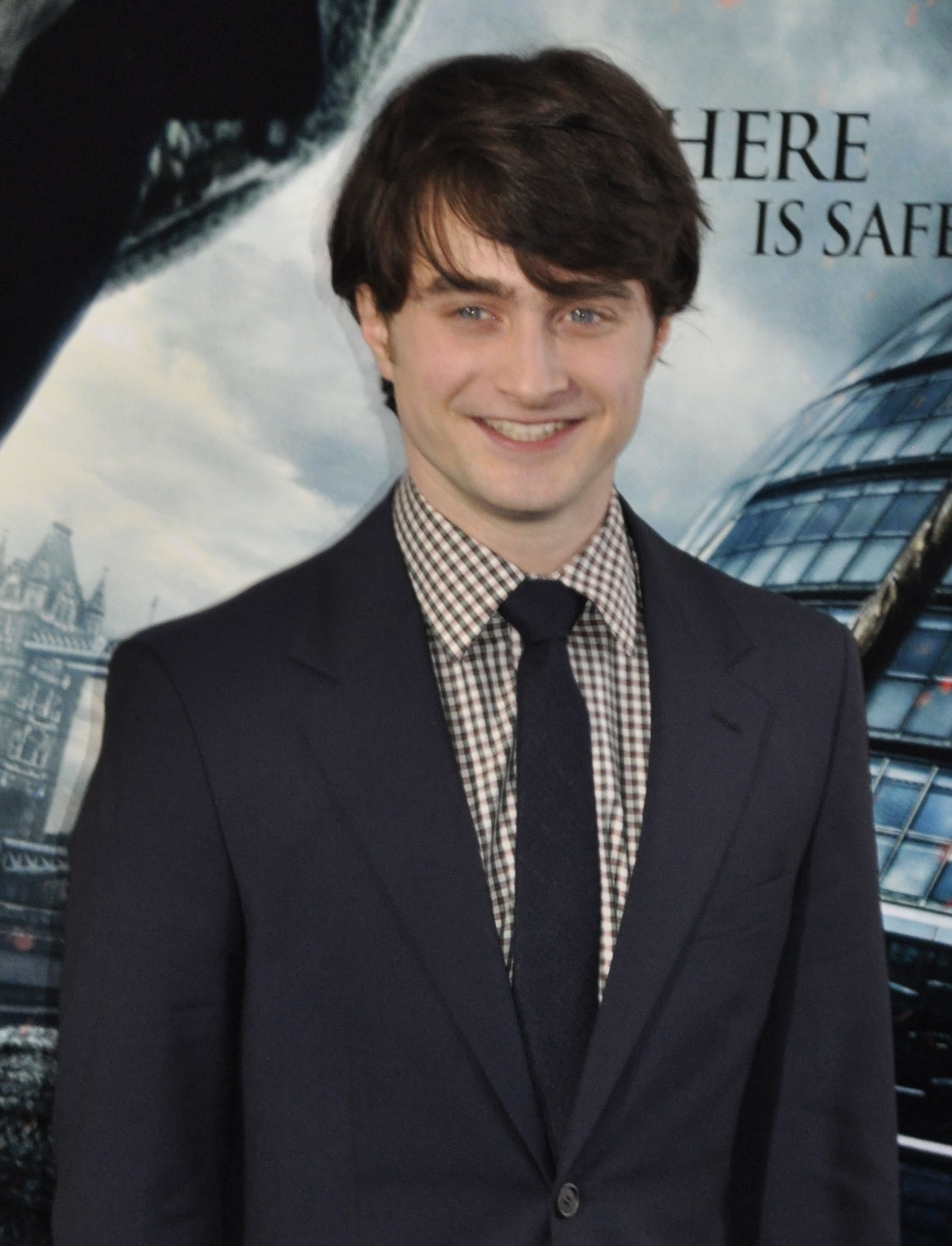
رادكليف في العرض الأول لفيلم هاري بوتر ومقدسات الموت – الجزء 1 في نوفمبر 2010.

في مارس عام 2007، أكد اشتراكه في باقي الأجزاء، هاري بوتر والأمير الهجين–الذي عُرض لأول مرة في يوليو من عام 2009– والجزء الأول من هاري بوتر ومقدسات الموت، الذي صُدر في 19 نوفمبر 2010. على المستوى العالمي، بدأ صدور الفيلم الأخير من السلسلة هاري بوتر ومقدسات الموت – الجزء 2 من أستراليا بتاريخ 13 يوليو عام 2011. وقد حطم الفيلم عدة أرقام قياسية في شباك التذاكر، بما في ذلك أكبر إصدار لفيلم في منتصف الليل، وأكبر افتتاح في اليوم الأول، وأكبر افتتاح في عطلة نهاية الأسبوع.

### المسرح

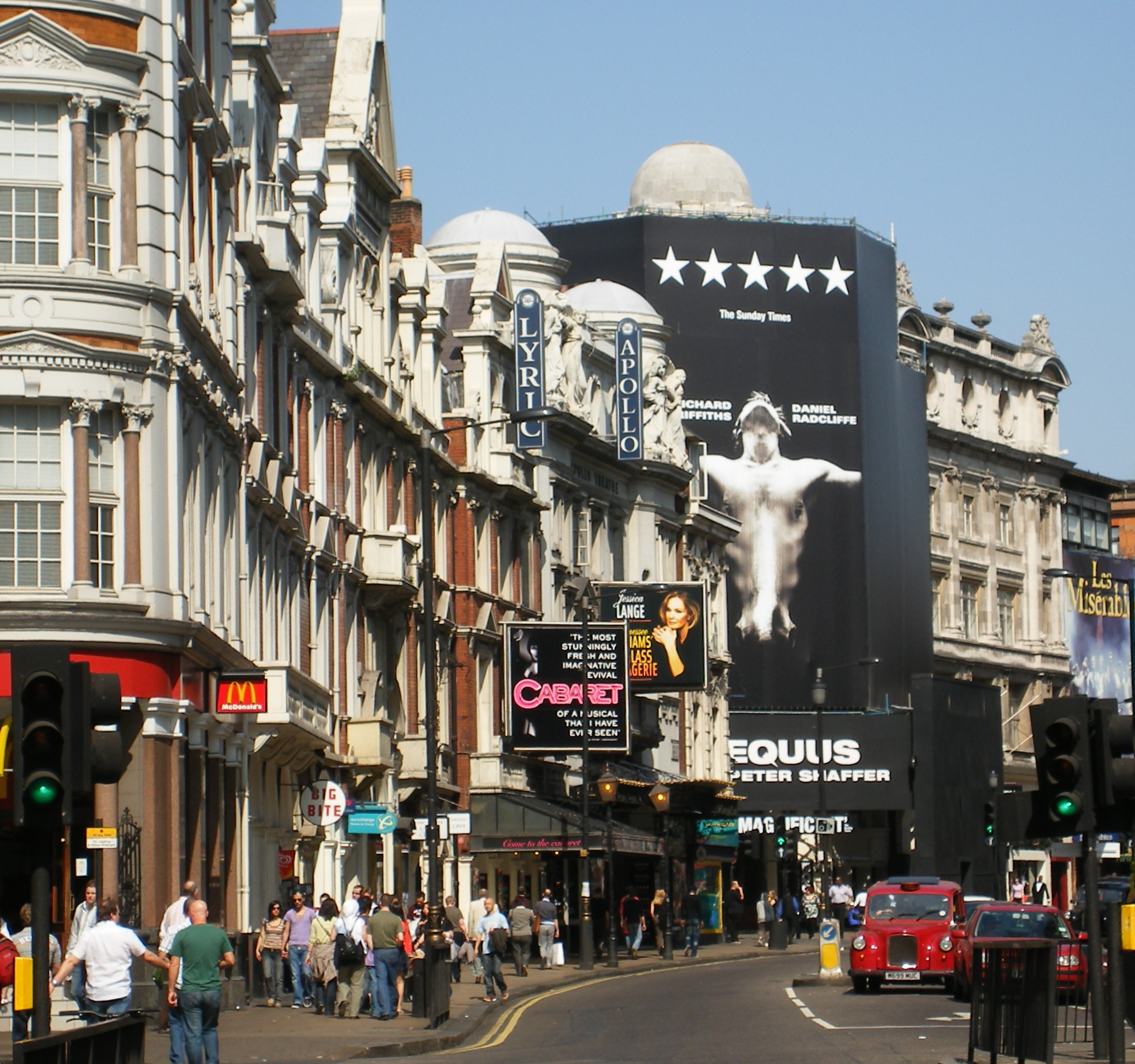
مسرح غيلقد الذي تم به عرض مسرحية إيكوس.

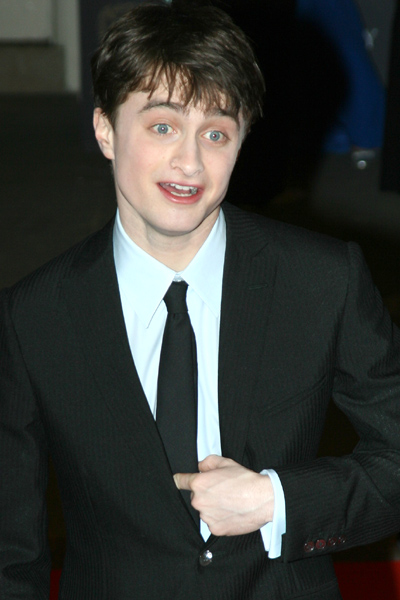
رادكليف خلال تسليم جوائز الأكاديمية البريطانية للأفلام في 2008.

في ديسمبر عام 2002، استقبل دانيال دعوة للمشاركة كضيف شرف في العمل المسرحي المسرحية ما كتبت، والتي أُقيمت في إحدى مسارح ويست إند وكانت من إخراج كينيث براناه. في 28 يوليو 2006،  وفي ظل الشائعات، أكد وكيل أعمال رادكليف اشتراك الممثل في العمل المسرحي ايكوس للكاتب المسرحي بيتر ليفين شافير، بشخصية «ألان سترانغ» الصبي الذي يتعالج نفسياً من أفتتان ديني بالخيول بعد ان أعمى ستة من الخيول. المسرحية، دراما نفسية غامضة، قائمة على الألم وقدرة التشويه التي يمارسها المجتمع نحو الفرد في التطور، قد سببت نوعاً من القلق خلال افتتاحها عام 1973 بسبب موضوعها ومشاهدها التصادمية.

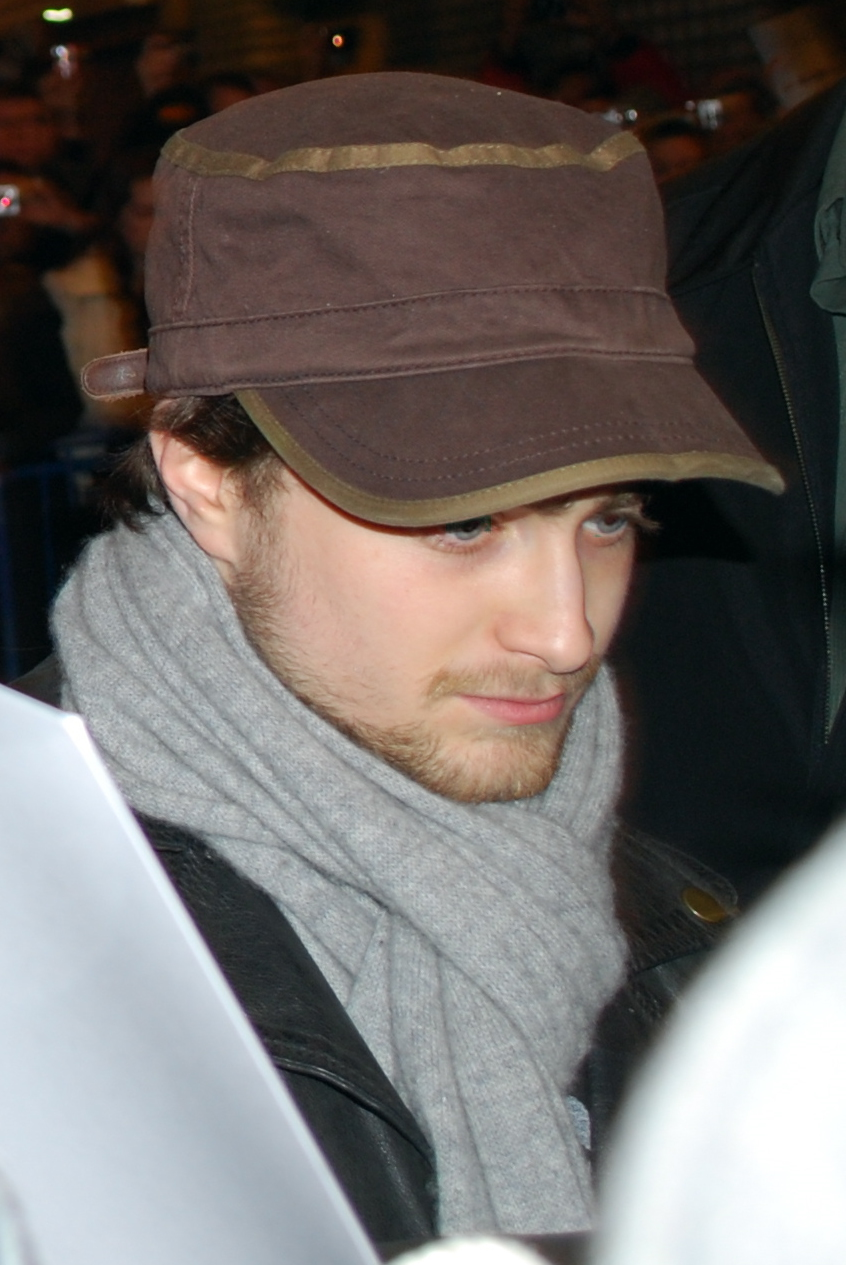
رادكليف في حي المسارح بمدينة نيويورك لأداء مسرحية إيكوس عام 2008.

وفقاً لبعض صحف التابلويد الإنجليزية، فقد سبب اختيار رادكليف لهذا الدور العديد من انتقادات الآباء المشجعين لهاري بوتر، خصوصاً عند انتشار الصور الترويجية الأولى من العمل والتي ظهر فيها «دانيال» شبه عارياً مع الممثلة «جوانا كريستي»؛ وبالإضافة إلى ذلك وجود متطلبات أخرى للسيناريو كالتدخين، والشتائم، والتعري للجزء الأمامي من الجسم، وأيضاً تحفيز الآراء السلبية. وأكد رادكليف ووكيل أعماله إن اختيار هذا الدور لم يكن للابتعاد عن شخصية هاري بوتر بل ليضيف إلى مهنتهِ كممثل. كما قال في تعليقهِ عن هذا الدور الجديد قائلاً: «إنه حلم حقيقي وواقعي. ألان ستانغ هي شخصية معقدة وغامضة لا تُصدق، وأشعر بالفخر لترشيحي لهذا الدور، بالإضافة إلى عملي بجانب كلاً من الممثل ريتشارد جريفيثز والمخرج ثيا شاروك».
عرضت المسرحية لأول مرة في 27 فبراير لعام 2007، محققه نحو 2 مليون جنيه إسترليني، وقد امتددت عروضها لأكثر من أسبوعين من الموعد المتفق عليه وهو 9 يونيو 2007. تلقى الممثل العديد من الانتقادات الإيجابية نحو هذا الدور، وبالرغم من العديد من الشائعات التي نشرتها صحيفة ديلي ميل من استياء شركة وارنز برذرز، وهي الشركة المنتجة لسلسلة أفلام هاري بوتر-، فأن رادكليف لم يتخلى عن دورهِ الذي جعل منه شخصية مشهورة، بالإضافة إلى تلقيه الدعم من الشركة المنتجة منذ البداية. ونظراً لنجاح التنفيذ في لندن، قرر الإنتاج انتقال العمل إلى برودواي في نيويورك ، وعرضت هذه المسرحية لأول مرة في نيويورك في 25 ديسمبر عام 2008. عبر رادكليف عن غضبه بسبب تكرار الدور مرة أخرى في برودواي لاعتقاده بأن الجمهور النيويوركي أكثر ذكاء من جمهور لندن. لاقت المسرحية والتي استمرت إعلاناتها حتى 8 فبراير 2009، ترحيباً من قِبل النقاد الأمريكيين والذين سلطوا الضوء على أداء كلاً من ريتشارد جريفيثز ورادكليف. وفي وقتاً لاحق، أعرب عن رغباته نحو العودة إلى العمل في برودواي، وكما صرح إنه قد أخذ دروساً في الغناء لاحتمالية قيامه بعمل مسرحي موسيقي.
في أكتوبر 2009، تم تأكيد على أنه سيشارك في مسرحية «كيف تنجح في عملك دون محاولة حقيقية» والتي سيتم إنتاجها بواسطة شركة هامة. في 2013 عاد رادكليف إلى المسرح بعمل كوميدي غامض «أعرج إينيشمان» للكاتب المسرحي مارتن ماكدونا، ولعب دور بيلي كلفن (شخصية الأعرج).

### التلفاز

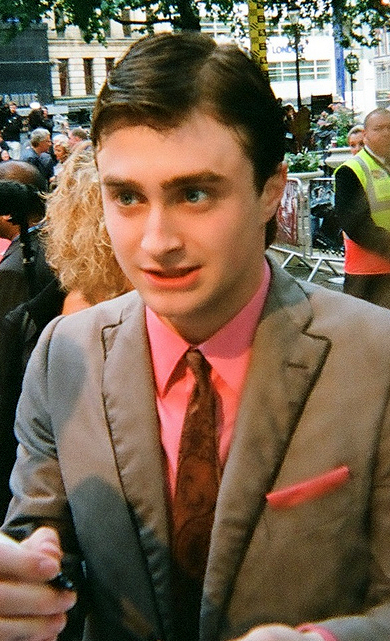
رادكليف في العرض الأول لهاري بوتر والأمير الهجين، يوليو 2009.

ظهر رادكليف عام 2006 في جزء من الموسم الثاني لأكستراس، عمل تلفازي كوميدي يقوم فيه الممثلين بمحاكاة ساخرة عن أنفسهم. وكان دوره في العمل بلعب الدور المثالي للولد المدلل ورسم صورة كاريكاتيرية عن نفسهِ، تُحاكى عن مراهق منهمك بكلاً من التدخين والجنس. ومن إحدى المزاحات لأحد الفصول ظهرت مع سقوط الواقي الذي وقع على رأس الممثلة ديانا ريغ. وجاء عمله المقبل للتلفاز البريطاني في عام 2007، عندما قام بتصوير الدراما التلفازية «ابني جاك» لصالح التلفاز المستقل. وتم عرضه لأول مرة في بريطانيا العظمى يوم الذكرى الموافق 11 نوفمبر 2007 ، وفي 19 نوفمبر 2007 تم بيع الفيلم في شكل دي في دي، وعلى الجانب الأخر تم عرض الفيلم على شاشات الولايات المتحدة في 20 إبريل لعام 2008.
يلعب رادكليف في الفيلم دور جون كبلينغ (ألياس جاك) ابن الكاتب روديار كبلينغ، ووفقاً للفيلم تدور الأحداث حول تجنيده ومشاركته في الحرب العالمية الأولى ليحقق ذاته بعيداً عن شهرة والده، ولكن ينتهي به الحال بالأختفاء في الأنفاق خلال الحرب. أما بالنسبة أليه، كان هناك اهتمام خاص سواء بالنسبة للفترة التاريخية التي تدور حولها أحداث الفيلم، والشخصية وأوجه الشبه بينها وبين موقف الجنود المقاتلين في العراق.
في المملكة المتحدة، أشادت كلاً من صحيفة ذي إندبندنت وصحيفة ديلي تلغراف بنجاح الفيلم التلفازي وبأحداثه. وذكرت صحيفة نيويورك تايمز إن الفيلم لم يجد ترحيباً خلال عرضه على الشاشات الأمريكية؛  بالرغم من وجود وسائل أخرى في تلك الدول ذكرت انتقادات جيدة عنه. وعلى سبيل المثال ذكرت مجلة انترتينمنت ويكلي: «رادكليف شاب ذو شخصية مؤثرة وهزيل البنية يعطي الحياة لجاك، يصور له كفتى يظهر صورة مأساوية حريصاً على اثبات رجولته. وهذا في أداء به خفة وسلاسة، بعيداً عن العدسات والإبتسامة التي ليست بها حياء، رادكليف لم يستحضر شخصية هاري بوتر أبداً..» جيليان فيلين. وفي مجلة فاريتي، كَتب الناقد بريان لوري: «ليس بالضبط إيكوس، لكن براعة رادكليف في التمثيل في هذا الدور لشاب بالغ، إنه سبب كافي لرؤية هذه الشخصية المؤثرة في المشاعر والإنتاج الفخم لمستربياس (...) الفيلم يثبت وجود حياة أخرى لرادكليف بعد هاري بوتر».

### أدوار أخرى

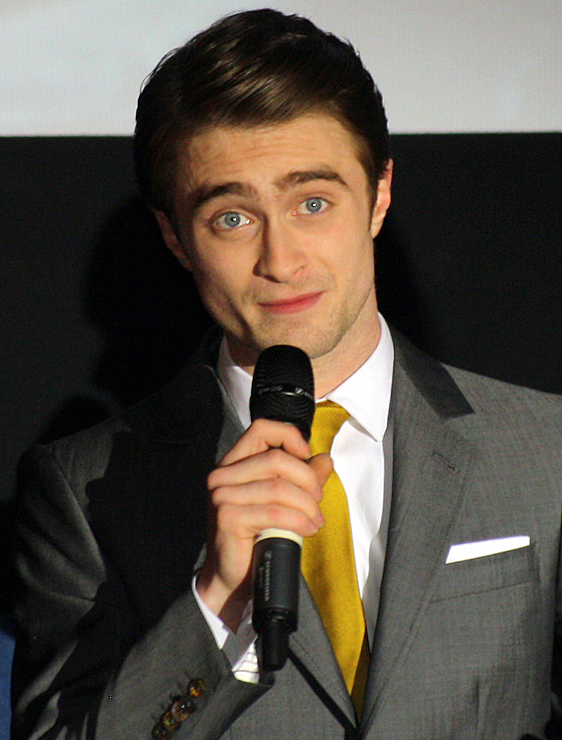
رادكليف في العرض الأول لفيلم المرأة ذات الرداء الأسود في 2012.

قرر رادكليف الانتقال إلى أستراليا ما بين تصويره للجزء الرابع والخامس من سلسلة أفلام هاري بوتر ليصور فيلم مستقل (أفلام مستقلة) وهو «ديسمبر بويز» للمخرج الأسترالي رود هاردي وكان الإعلان عن العمل الجديد رسمياً في 15 يونيو 2005 في ذات السنة التي بدأ فيها التصوير.
لعب رادكليف في الفيلم دور مابس، وهو واحد من أربعة أيتام سافروا إلى الساحل الأسترالي خلال فترة الأجازة. وهناك قابل لوسي- تيريزا بالمر - الفتاة التي أصبحت هدفه للرغبة. في رأيه، إن شخصيته لم تكن شخصية مراهق متمرد، قبل المقارنة بين دور اليتيم في هذا الفيلم والدور التي عرفته ج. ك. رولينج في رواياتها؛ لذلك أعلن أن "شخصية هاري أكثر اعتراضاً، بينما مابس لايملك ما ينقده، إلا نفسه. قامت الشركة المنتجة وارنر برذرز بتسمية الفيلم "صيف من أجل الحياة"؛ وذلك بسبب تصويره في بعض بلاد أمريكا. استمر تصوير الفيلم نحو ستة أسابيع، وتكلفته فقط نحو 4 ملايين دولار؛ قام دانيال بتعلم اللهجة الأسترالية من أجل القيام بهذا الدور. على الرغم من إن الفيلم تلقى ترحيباً مختلفاً، كما هو الحال في دور الممثل. في عام 2012 لعب دور آرثر كيبس في فيلم المرأة ذات الرداء الأسود، نسخة جديدة عن الفيلم الحامل نفس الأسم عام 1989، القائم على رواية الكاتبة سوزان هيل.

## حياته الخاصة

### دراساته واهتماماته

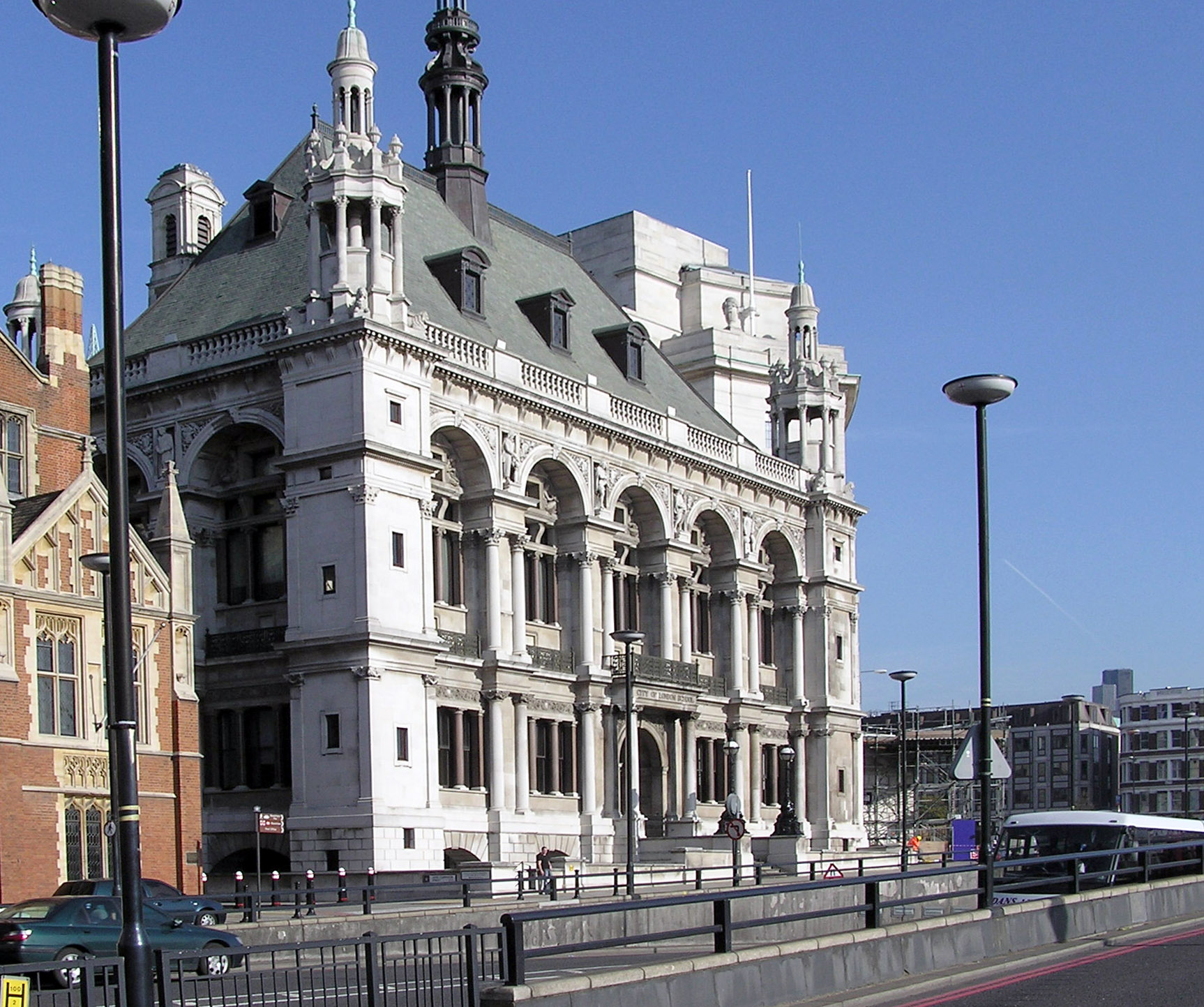
مدرسة لندن

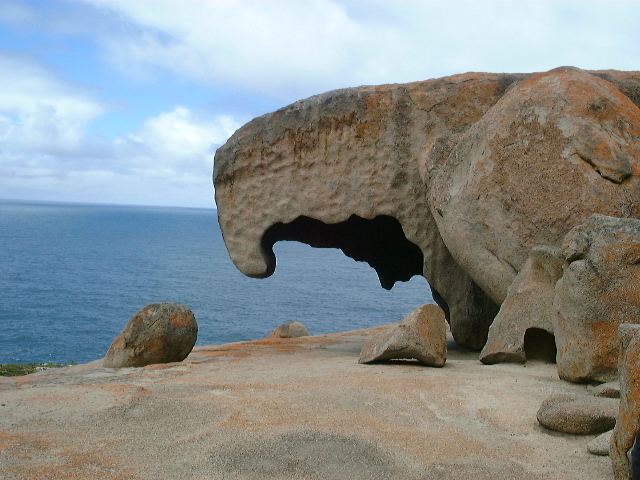
صُوِّر فيلم أولاد ديسمبر في المواقع الساحلية في أستراليا.

تلقى دانيال رادكليف دراساته الأولية في واحدة من المدارس الخاصة في تشيلسي وهي مدرسة ساسكس هاوس. وبها خَطَّى خُطُواته الأولى نحو التمثيل حيث شكل جزءاً من فرقة المسرحيات المدرسية؛ ثم واصل دراسته في مدرسة لندن، والتي عاد إليها بانتظام بجانب تصويره للأفلام، وبها تقدم ليخوض اختباراته ذات المستوى الأعلى (تُعد شهادة معادلة للبكالوريا) في الأدب الإنجليزي، والدين، والفلسفة، والتاريخ. كما قال إنه يفضل التعليم الشخصي مع مُعلم وإنه ليس لديه نية لمواصلة دراستهِ في المرحلة الجامعية.
أعرب رادكليف في مناسبات عدة عن انجذابه الشديد نحو أعمال الشاعر الرومانسي جون كيتس، ونظريته القدرة السلبية والتي تعتبر مفيدة لعمله كممثل. كما ذكر أيضاً إن من بين الكُتاب المفضلين لديه إرنست همينغوي، وهانتر طومسون، وبيلهام غرينفيل. في عام 2009 أُفيد بأنه قد نشر بعض القصائد في «مجلة روبيش» الإنجليزية (ليس لديها إنتشار واسع). أيضاً تلك القصائد قد تم نشرها عام2007 تحت الأسم المستعار «جاكوب جريشم».
على الجانب الأخر، يظهر رادكليف اهتمامه بالفنون التشكيلية خاصة بالألوان المائية، وأعمال جاكسون بولوك. أيضاً أبدى اهتمامه بالموسيقى، وفي هذا المجال، أعرب عن إعجابه الشديد ببعض الفنانين مثل فامباير ويكند، ولاورا مارلينغ، وفرقة الروك البريطانية الخليعون، وفرقة ومباتس وبيروتي، وفرقة ذا مارس فولتا وألبوم بلاك برايد لفرقة ماي كيميكال رومانس. وفي ذات الوقت أراد تشكيل فرقة بانك روك وتلقى دروساً لتعلم العزف على غيتار البيس، لكن فيما بعد، قرر أن يُكرس نفسهِ للتمثيل. وفي إحدى المقابلات ذكر أن الفنان غاري أولدمان قد شاركه اهتمامه بتعلم بعض الأغاني على غيتار البيس.

### علاقتهِ بالصحافة

جون كيتس الشاعر المفضل لديه.

تتسم علاقتهِ بالصحافة دائماً بالاحترام والودية، على الرغم من أن المصورين الصحفيين قد يزعجونه بعض الشئ. كتب ديغو ليرار حول مقابلة دانيال مع صحيفة كلارين الأرجنتينية إن: «إيما واتسون شخصية خجولة ومهذبة، بينما روبرت غرينت فهو شخصية هادئة، وساخرة بعض الشيء، ومترفعة، أما دانيال فهو شخصية طليقة اللسان. لا تتوقف عن التحدث، ولا عن التحرك، ولا التعبيرات».
في عام 2005، وعندما كان عمره 16 عاماً، ذكرت الصحافة البريطانية شائعات حول قصة حب محتملة بينه وبين «إيمي بيرن» (فنانة مكياج) والتي تكبره بسبع سنوات؛ وبالرغم من ذلك نفى كل من رادكليف ووكيل أعماله تلك الشائعات. ولهذا السبب ذكر إنه لا يملك الوقت الكافي لإقامة علاقة مستقرة. وفي عام 2007 أكد إنه قد خرج مع الممثلة لاورا أوتول زميلتهِ في مسرحية إيكوس، كانت استعاضة عن الممثلة جوانا كريستي في دور جيل ماسون بمجرد أن أُتيحت الفرصة بتبادل الأدوار. طبقاً للصحافة، قد صرحت عن انفصال الثنائي في بدايات عام 2008 ، ولكن الممثل أكد أنهما في الحقيقة لم ينفصلا أبداً.
في الآونة الأخيرة، كان قد تحدث مع الصحافة عن ميوله السياسية، وموقفه من الشهرة، وخلل أداء تنموي  وهو مرض يؤثر قليلاً على التنسيق الحركي لحركات الجسم. صرح رادكليف كغيره من المواطنين البريطانيين أنه لا يرى الملكية البريطانية بعيون جيدة. أيضاً أعرب عن شعوره بالفخر لوجوده في الولايات المتحدة خلال الفترة الانتخابية في عام 2008، وصرح عن تأييده للرئيس المنتخب باراك أوباما. بالنسبة للاختلاف بين النشأة كطفل ممثل في الولايات المتحدة وكممثل في إنجلترا، يعتقد أن الاختلاف نفسه يوجد في نظام الإنتاج في هوليود التي اعتادت أن تتغاضى عن العمل مع الأطفال قبل نجوم السينما، أما الأمر بالنسبة أليهِ لم يحدث معه في إنتاج هاري بوتر وليس شائعاً في الإنتاجات الإنجليزية عامةً.

### المؤسسات الخيرية والتعاونات

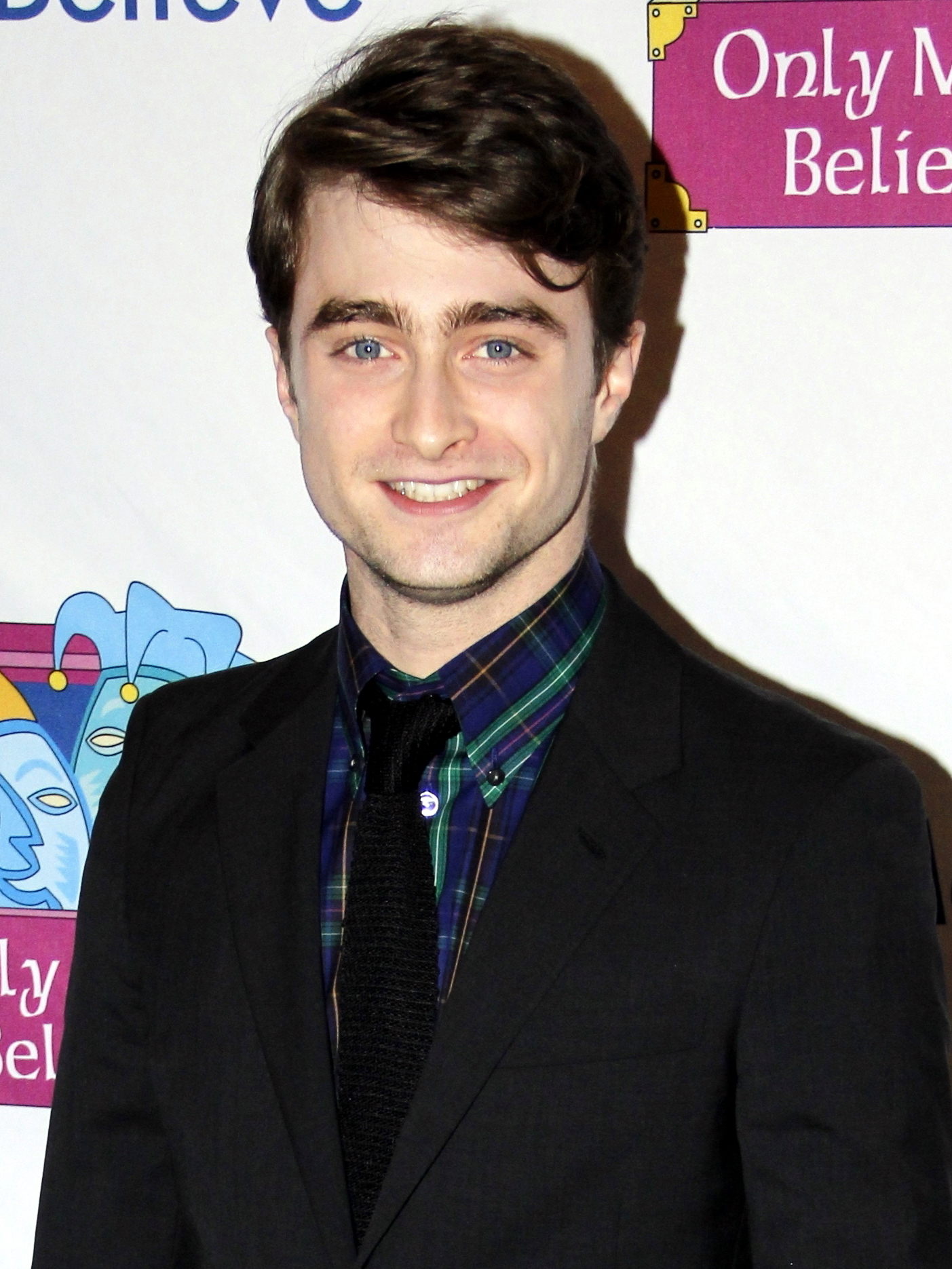
دانیال رادكليف عام 2011.

تعاون الممثل خلال مسيرتة المهنية مع مشاريع مختلفة. وتعد دار ديميلسا التي تساعد الأطفال الذين يعانون من العديد من الأمراض التي تعيق حياتهم واحدة من المؤسسات الخيرية التي يتعاون معها باستمرار. وعلى سبيل المثال في عام 2009، عُرِضت صورة كاريكاتيرية له في أحد المزادات، ثم تبرع بقيمتها إلى المؤسسة. أيضاً قام بالتبرع ودعم مؤسسة جيت للتواصل (التي تقوم بمساعدة الشباب في العديد من الموقف الخطيرة) ومؤسسة مشروع تريفور التي تقوم بمنع انتحار الأشخاص المنتمين إلى الأقليات الجنسية.
أيضاً تعاون مع نموذج لمشروع ريسبكتكليس الذي شكل جزءاً من الأنشطة التي عُقدت في 27 يناير لعام 2008 حول اليوم الوطني هولوكوست (إبادة جماعية). وتبرع بالعدسات الأولى التي أستخدمها في تصوير سلسلة أفلام هاري بوتر لتكون كنموذج في مجلس مدينة ليفربول.
أيضاً في ذات السنة، شارك رادكليف مع طاقم إيكوس في مسابقة غجر السنة (Gypsy)، والتي شاركت فيها العديد من الفرق المسرحية لمسرح برودواي لجمع التبرعات. ولهذه المناسبة كَتب رادكليف أغنية بعنوان «الحب الذي لا يجرؤ على التحدث به الصهيل»، والتي حاكى فيها ساخراً حبكة المسرحية وشارك في تمثيل هذا العمل الموسيقي. بالإضافة إلى تبرعه ببنطالهِ الجينز الذي أستخدمه في هذا العمل لمزاد منظمة برودواي العطاء وحقوق المساهمين لمحاربة الإيدز ليتبرع بثمنهِ إلى متلازمة العوز المناعي المكتسب، وقد حققت قطعة الثياب نحو 620 يورو.

### الثروة والشهرة
الثروة هي الجزء الذي حققه من عمله في السينما، وفي الواقع ظهر رادكليف كثيراً في قوائم الشباب ذوي الثروة الهائلة؛ وحصل ذلك على سبيل المثال في عام 2005 عندما أعلن موقع الويب ABC مال إن ثروته بلغت نحو 10 ملايين جنيه استرليني. وفي عام 2009 صرح موقع الويب لجريدة تايمز إن ثروته بلغت نحو 30 مليون جنيه. بالرغم إنه أعلن أن لا نية لديهِ في الإسراف في ثروته بسبب الأشياء التي اعتاد على شرائها والتي لا تتجاوز سعر كتاب أو قرص مضغوط.
في السابعة عشرة من عمره أصبح الشخصية الشبابية التي وضع لها صورة في معرض الصور الوطنية دون الانتماء إلى العائلة المالكة. وفي 13 أبريل لعام 2006 ظهرت صورته المرسومة بواسطة الفنان ستيوارت بيرسون رايت عندما كان ممثلاً في الرابعة عشر من عمره، وأصبحت هذه الصورة معروفة كجزء من إفتتاح المعرض الجديد في المسرح الوطني الملكي في لندن حيث لا تزال موجودة حتى الآن. في عام 2009 أُجري للممثل رسم صورة كاركاتيرية والتي وضعت في المطعم المشهور ساردي في نيويورك.
في 9 يوليو لعام2007 ترك رادكليف وزملائه في سلسلة هاري بوتر (إيما واتسون وروبرت غرينت) آثار أقدامهم أمام مسرح غرومان الصيني في هوليود، الولايات المتحدة. في ذلك البلد كان رادكليف مدعو لترشيحه لجائزة توني في نسخة عام 2008.

## فهرس الأفلام

### أفلام
| السنة | الفيلم                            | الشخصية        | ملاحظات                                                                                          |
| ----- | --------------------------------- | -------------- | ------------------------------------------------------------------------------------------------ |
| 2001  | خياط بنما                         | مارك بيندل     | ممثل مساعد                                                                                       |
| 2001  | هاري بوتر وحجر الفيلسوف           | هاري بوتر      | صدر الفيلم باسم "هاري بوتر وحجر الساحر" في كل من الولايات المتحدة والهند                         |
| 2002  | هاري بوتر وحجرة الأسرار           | هاري بوتر      | أجره: 3مليون دولار                                                                               |
| 2004  | هاري بوتر وسجين أزكابان           | هاري بوتر      |                                                                                                  |
| 2005  | هاري بوتر وكأس النار              | هاري بوتر      | أجره: 11مليون دولار                                                                              |
| 2007  | هاري بوتر وجماعة العنقاء          | هاري بوتر      | أجره: 14مليون دولار                                                                              |
| 2007  | ديسمبر بويز                       | مابز           | أول فيلم مستقل له                                                                                |
| 2009  | هاري بوتر والأمير الهجين          | هاري بوتر      | تم عرضه في 15 يوليو 2009                                                                         |
| 2010  | هاري بوتر ومقدسات الموت – الجزء 1 | هاري بوتر      | تم عرضه في 19 نوفمبر 2010 على مستوى العالم                                                       |
| 2011  | هاري بوتر ومقدسات الموت – الجزء 2 | هاري بوتر      | تم عرضه في 15 يوليو 2011                                                                         |
| 2012  | المرأة ذات الرداء الأسود          | آرثر كيبس      | عُرض في 3 فبراير في الولايات المتحدة، وفي 10 فبراير في المملكة المتحدة، و17فبراير 2012 في إسبانيا |
| 2013  | اقتل أعزائك                       | ألان غينسبرغ   | تم عرضه في 18 يونيو (مهرجان صاندانس 2013)                                                        |
| 2014  | هورنز                             | إج باريش       | 29 أغسطس 2014 (إسبانيا)                                                                          |
| 2014  | ماذا لو                           | والاس          | عرض لأول مرة في عام 2013 في مهرجان تورونتو السينمائي الدولي، ولدور السينما في 22 أغسطس 2014.     |
| 2015  | كارثة                             | الكلب ووكر     |                                                                                                  |
| 2015  | فيكتور فرانكنشتاين                | ايغور          | تم عرضه في 10 نوفمبر 2015.                                                                       |
| 2016  | رجل الجيش السويسري                | ماني           | تم عرضه في 1 يوليو 2016.                                                                         |
| 2016  | الآن أنت تراني: الفصل الثاني      | والتر          | تم عرضه في 2 يونيو 2016.                                                                         |
| 2016  | الإمبريالي                        | نات فوستر      | تم عرضه في 19 أغسطس 2016.                                                                        |
| 2017  | أدغال                             | يوسي غينسبرغ   |                                                                                                  |
| 2020  | الهروب من بريتوريا                | تيم جنكين      |                                                                                                  |
| 2020  | غانز أكيمبو                       | مايلز لي هاريس |                                                                                                  |

### التلفزيون
| السنة | العمل                            | الدور                             | ملاحظات                      |
| ----- | -------------------------------- | --------------------------------- | ---------------------------- |
| 1999  | ديفيد كوبرفيلد                   | ديفيد كوبرفيلد (طفل)              | فيلم تلفزيوني                |
| 2005  | فولي وماكول: حتى بهذه الطريقة    | نفسه                              | برنامج كوميدي                |
| 2006  | إكستراس                          | نفسه                              | مشاركة خاصة في الفصل         |
| 2007  | ابني حاك                         | جون كيبلنغ                        | فيلم تلفزيوني                |
| 2010  | عائلة سيمبسون                    | إدموند                            | مشاركة خاصة في الفصل         |
| 2012  | ساترداي نايت لايف دفتر أصغر طبيب | نفسه دكتور فلاديمير بومجارد (شاب) | ضيف مسلسل من 4 حلقات         |
| 2013  | دفتر أصغر طبيب /قصص اخرى         | دكتور فلاديمير بومجارد (شاب)      | مسلسل من 4 حلقات             |
| 2014  | عائلة سيمبسون عش النمل MX        | ديج نفسه                          | مشاركة خاصة في الفصل ضيف خاص |

### الأعمال المسرحية
| السنة     | العمل                               | الدور          | المكان                    |
| --------- | ----------------------------------- | -------------- | ------------------------- |
| 2003      | المسرحية ما كتبت                    | مونو في طِماق   | مسرح ويدهامس              |
| 2007-2008 | إيكوس                               | ألان سترانج    | مسرح خيلجود، لندن         |
| 2008-2009 | إيكوس                               | ألان ستلاانج   | مسرح برودواي              |
| 2011-2012 | كيف تنجح في عملك بدون محاولة حقيقية | بياريبونت فينش | مسرح آل هيرشفيلد، نيويورك |
| 2013      | أعرج إينشيمان                       | بيلي           | مسرح نويل كوارد، لندن     |
| 2014      | أعرج إينشيمان                       | بيلي           | مسرح كورت، نيويورك        |

### الكتابة
| السنة | العمل                              | التصنيف | ملاحظات                         |
| ----- | ---------------------------------- | ------- | ------------------------------- |
| 2006  | الأيام بعيداً                       | شعر     | أول قصيدة منشورة                |
| 2007  | الخُزعبلات                          | كتاب    | كُتِبت بواسطة باول كييفي          |
| 2008  | الحب الذي لا يجرؤ التحدث به الصهيل | أغنية   | قُدمت في أحتفال Gypsy" غجر السنة |

| السنة | العمل                                                 | نوعه                                                                        | ملاحظات                                   |
| ----- | ----------------------------------------------------- | --------------------------------------------------------------------------- | ----------------------------------------- |
| 2011  | كيف تنجح في عملك دون محاولة حقيقية ترنيمة عيد الميلاد | التسجيل الأصلي المُذاع لأبطال برودواي أناشيد للحصول على العلاج 2011: مجلد 13 | عُرض في 7 يونيو عام 2011 ألبوم عيد الميلاد |
| 2012  | المبتدئين                                             | فيديو موسيقي                                                                | موسيقى لفرقة الروك البريطانية سلو كلوب    |

### أعمال أخرى
| السنة | العمل                | الدور | ملاحظات                                                           |
| ----- | -------------------- | ----- | ----------------------------------------------------------------- |
| 2010  | سوناته 130 أرث الأمل | راوٍ   | جزء من الشعر الأرشيفي فيلم وثائقي حول الناجين من المحرقة اليهودية |
| 2011  | أنا هاري بوتر        | نفسه  | رسم هزلي للضحك أو الموت                                           |

## قائمة الجوائز والترشيحات
| السنة | منظم الجائزة                           | الجائزة                                                                                   | العمل                                 | النتيجة |
| ----- | -------------------------------------- | ----------------------------------------------------------------------------------------- | ------------------------------------- | ------- |
| 2001  | جائزة اختيار النقاد للأفلام            | أفضل أداء لممثل شاب                                                                       | هاري بوتر وحجر الفيلسوف               | رُشِّح     |
| 2001  | نادي صحافة نساء هوليود                 | اكتشاف الشباب الذكور لهذا العام                                                           | هاري بوتر وحجر الفيلسوف               | فوز     |
| 2001  | جوائز إم تي في للأفلام                 | أفضل أداء رجل صاعد                                                                        | هاري بوتر وحجر الفيلسوف               | رُشِّح     |
| 2001  | جائزة الفنان الصغير                    | أفضل فرقة في فيلم روائي طويل (بالتشارك مع طاقم الفيلم)                                    | هاري بوتر وحجر الفيلسوف               | رُشِّح     |
| 2005  | جائزة اختيار النقاد للأفلام            | أفضل ممثل شاب                                                                             | هاري بوتر وسجين أزكابان               | رُشِّح     |
| 2006  | جائزة اختيار النقاد للأفلام            | أفضل ممثل شاب                                                                             | هاري بوتر وكأس النار                  | رُشِّح     |
| 2006  | جوائز إم تي في للأفلام                 | جائزة إم تي في لأفضل ثنائي على الشاشة (بالتقاسم مع روبرت جرينت وإيما واتسون)              | هاري بوتر وكأس النار                  | رُشِّح     |
| 2006  | جوائز إم تي في للأفلام                 | أفضل بطل                                                                                  | هاري بوتر وكأس النار                  | رُشِّح     |
| 2007  | جوائز الفيلم الوطني                    | أفضل أداء رجالي                                                                           | هاري بوتر وجماعة العنقاء              | فوز     |
| 2008  | جوائز إمباير                           | أفضل ممثل                                                                                 | هاري بوتر وجماعة العنقاء              | رُشِّح     |
| 2008  | جوائز إم تي في للأفلام                 | جائزة إم تي في لأفضل قبلة (بالتقاسم مع كاتي ليونغ)                                        | هاري بوتر وجماعة العنقاء              | رُشِّح     |
| 2008  | جائزة زحل                              | أفضل أداء لممثل شاب                                                                       | هاري بوتر وجماعة العنقاء              | رُشِّح     |
| 2009  | جائزة الجمهور من Broadway.com          | الممثل المفضل في دور رئيسي في مسرحية برودواي                                              | ايكوس                                 | فوز     |
| 2009  | جائزة الجمهور من Broadway.com          | أداء مفضل لممثل صاعد                                                                      | ايكوس                                 | فوز     |
| 2009  | جائزة دراما ديسك                       | ممثل متميز في مسرحية                                                                      | ايكوس                                 | رُشِّح     |
| 2009  | جائزة اتحاد الدراما                    | جائزة الأداء المتميز                                                                      | ايكوس                                 | رُشِّح     |
| 2010  | جوائز أيقونة المراهقين، من مجلة جيه-14 | نجم سينما مبدع                                                                            | —                                     | رُشِّح     |
| 2010  | جوائز إم تي في للأفلام                 | جائزة إم تي في للأفلام لأفضل أداء                                                         | هاري بوتر والأمير الهجين              | رُشِّح     |
| 2010  | جوائز إم تي في للأفلام                 | سوبر ستار عالمي                                                                           | —                                     | رُشِّح     |
| 2011  | جائزة الجمهور من Broadway.com          | الممثل المفضل في دور رئيسي في مسرحية برودواي                                              | كيف تنجح في عملك من دون محاولة حقيقية | فوز     |
| 2011  | جائزة الجمهور من Broadway.com          | الثنائي المفضل على خشبة المسرح (بالتقاسم مع جون لاروكويت)                                 | كيف تنجح في عملك من دون محاولة حقيقية | فوز     |
| 2011  | جائزة دائرة النقاد الخارجيين           | ممثل متميز في فيلم موسيقي                                                                 | كيف تنجح في عملك من دون محاولة حقيقية | رُشِّح     |
| 2011  | جائزة اتحاد الدراما                    | جائزة الأداء المتميز                                                                      | كيف تنجح في عملك من دون محاولة حقيقية | رُشِّح     |
| 2011  | جائزة دراما ديسك                       | ممثل متميز في فيلم موسيقي                                                                 | كيف تنجح في عملك من دون محاولة حقيقية | رُشِّح     |
| 2011  | جوائز أفعل شيئا                        | نجم سينيمائي                                                                              | —                                     | رُشِّح     |
| 2011  | جوائز إم تي في للأفلام                 | أفضل قبلة (بالتقاسم مع إيما واتسون)                                                       | هاري بوتر ومقدسات الموت – الجزء 1     | رُشِّح     |
| 2011  | جوائز إم تي في للأفلام                 | جائزة إم تي في لأفضل معركة (بالتقاسم مع روبرت جرينت وإيما واتسون)                         | هاري بوتر ومقدسات الموت – الجزء 1     | رُشِّح     |
| 2011  | جوائز إم تي في للأفلام                 | أفضل أداء رجالي                                                                           | هاري بوتر ومقدسات الموت – الجزء 1     | رُشِّح     |
| 2011  | جوائز سكريم                            | أفضل ممثل خيال                                                                            | هاري بوتر ومقدسات الموت – الجزء 2     | فوز     |
| 2011  | جوائز سكريم                            | أفضل طاقم (بالتقاسم مع بقية الطاقم)                                                       | هاري بوتر ومقدسات الموت – الجزء 2     | رُشِّح     |
| 2011  | جوائز اختيار المراهقين                 | اختيار ممثل فيلم: خيال علمي / خيال                                                        | هاري بوتر ومقدسات الموت – الجزء 1     | رُشِّح     |
| 2011  | جوائز اختيار المراهقين                 | اختيار الفيلم: "Liplock" (بالتقاسم مع إيما واتسون)                                        | هاري بوتر ومقدسات الموت – الجزء 1     | فوز     |
| 2011  | جوائز اختيار المراهقين                 | اختيار الصيف لنجم فيلم ذكر                                                                | هاري بوتر ومقدسات الموت – الجزء 2     | فوز     |
| 2012  | جوائز بيبول تشويس                      | طاقم فيلم مفضل فرقة (بالتقاسم مع بقية الطاقم)                                             | هاري بوتر ومقدسات الموت – الجزء 2     | فوز     |
| 2012  | جوائز بيبول تشويس                      | ممثل فيلم مفضل                                                                            | هاري بوتر ومقدسات الموت – الجزء 2     | رُشِّح     |
| 2012  | جوائز بيبول تشويس                      | نجم فيلم مفضلة (تحت 25)                                                                   | هاري بوتر ومقدسات الموت – الجزء 2     | رُشِّح     |
| 2012  | جائزة اختيار أطفال نكلوديون            | ممثل فيلم مفضل                                                                            | هاري بوتر ومقدسات الموت – الجزء 2     | رُشِّح     |
| 2012  | جائزة غرامي                            | أفضل البوم موسيقى مسرح (بالتقاسم مع جون لاركويت، روبرت شير، وفرانك ليوسر)                 | كيف تنجح في عملك من دون محاولة حقيقية | رُشِّح     |
| 2012  | جوائز إم تي في للأفلام                 | أفضل أداء رجالي                                                                           | هاري بوتر ومقدسات الموت – الجزء 2     | رُشِّح     |
| 2012  | جوائز إم تي في للأفلام                 | جائزة إم تي في لأفضل ثنائي على الشاشة (بالتقاسم مع روبرت جرينت، إيما واتسون، وتوم فيلتون) | هاري بوتر ومقدسات الموت – الجزء 2     | فوز     |
| 2012  | جوائز إم تي في للأفلام                 | أفضل بطل                                                                                  | هاري بوتر ومقدسات الموت – الجزء 2     | فوز     |
| 2013  | جوائز غلامور                           | رجل العام                                                                                 | —                                     | فوز     |
| 2013  | جيمسون جوائز الإمبراطورية              | جائزة بطل الامبراطورية                                                                    | —                                     | فوز     |
| 2014  | جوائز الشاشة الكندية                   | أفضل أداء في دور رئيسي                                                                    | ماذا لو                               | رُشِّح     |
| 2014  | جائزة واتس اون ستاتج                   | أفضل ممثل في عمل مسرحي                                                                    | أعرج إينشيمان                         | رُشِّح     |